# Seksueel grensoverschrijdend gedrag
Seksueel grensoverschrijdend gedrag (seksuele grensoverschrijding) is een paraplubegrip voor grensoverschrijdend gedrag of toenadering die seksueel van aard is waarbij iemand zonder toestemming, vrijwilligheid, gelijkwaardigheid, leeftijds- of ontwikkelingsadequatie, contextadequatie of zelfrespect wordt benaderd, overgehaald, beïnvloed, gemanipuleerd, gechanteerd of gedwongen tot seks. Hieronder vallen seksuele intimidatie, aanranding, verkrachting, seksuele mishandeling, incest en seksueel misbruik.
Onderscheiden worden verbaal, non-verbaal of fysiek als vormen van seksueel grensoverschrijdend gedrag. Bij strafbare vormen van seksueel overschrijdend gedrag wordt gesproken van seksueel geweld en een zedendelict.

## Prevalentie
Uit een onderzoek van de Rutgers Stichting in 2012 bleek dat in Nederland veertig procent van de vrouwen en 13 procent van de mannen te maken heeft gehad met ongewenst fysiek contact met het andere geslacht. Van alle slachtoffers van seksueel geweld is ongeveer een derde jongen of man.

## Voorbeelden
Seksueel grensoverschrijdend gedrag komt, in verschillende mate, in alle culturen ter wereld voor, al worden de grenzen niet overal op dezelfde manier getrokken. 
- In de Westerse media is seksueel misbruik in diverse golven aan de kaak gesteld: in de jaren 90 van de 20ste eeuw waren er bijvoorbeeld diverse schandalen rondom incest.
- In de jaren 10 van de 21ste eeuw was er het seksueel misbruik binnen de Rooms-Katholieke Kerk.
- Misbruik in het leger, het onderwijs, gezondheidsinstellingen en de sportwereld regelmatig aandacht gekregen.
- Begin 2024 rapporteerde de Onderzoekscommissie Gedrag en Cultuur Omroepen over grensoverschrijdend gedrag binnen de Nederlandse publieke omroep en sprak van een werkcultuur waarin seksueel grensoverschrijdend gedrag veel voorkwam en onvoldoende professioneel werd aangepakt.